# Schendylops luederwaldi
Schendylops luederwaldi är en mångfotingart som först beskrevs av Henri W. Brölemann och Ribaut 1911.  Schendylops luederwaldi ingår i släktet Schendylops och familjen småjordkrypare. Inga underarter finns listade i Catalogue of Life.